# 김영준 (축구인)
김영준(金永俊, 1983년 7월 19일~)은 조선민주주의인민공화국의 전직 축구 선수이자 현직 축구 지도자로 현재 조선민주주의인민공화국 축구 국가대표팀의 수석코치를 맡고 있으며 선수 시절 포지션은 미드필더였다.

## 선수 경력

### 구단 경력
2002년 평양시체육단 입단 후 2006년까지 활동하며 북한 1부 리그 2회 우승, 2004년 공화국선수권대회 우승을 맛보았다.
그 뒤 2006년 중국 갑급리그의 연변 푸더로 이적하여 1년간 활동하며 27경기 6골을 기록했고 2008년에는 청두 톈청에서 4경기를 소화한 뒤 2009년 평양시체육단으로 복귀하여 북한 1부 리그 우승, 2010년 포천보체육대회 준우승 등을 이끈 뒤 현역에서 물러났다.

### 국가대표팀 경력
2001년 조선민주주의인민공화국 A대표팀에 처음 합류한 뒤 괌과의 2005년 동아시아 축구 선수권 대회 예선 라운드 3차전에서 국제 A매치 데뷔골을 해트트릭으로 장식하며 21-0 대승과 함께 결승라운드 진출에 기여했다.
이후 2010년 FIFA 월드컵 본선 엔트리에 합류하여 UEFA 유로 2004 준우승팀인 포르투갈과의 G조 조별리그 2차전에서 교체 투입되며 생애 첫 월드컵 무대를 밟았으며 2011년 AFC 아시안컵 조별리그 탈락을 마지막으로 A매치 통산 59경기 7골을 기록한 뒤 국가대표팀 유니폼을 반납했다.

## 지도자 경력
2010년부터 2013년까지 평양시체육단의 감독을 맡았고 그 뒤 2013년부터 조선민주주의인민공화국 연령대별 청소년 대표팀(U-16, U-17, U-23)의 수석 코치를 역임하며 U-17 대표팀의 2014년 AFC U-16 챔피언십 우승, 2015년 FIFA U-17 월드컵 16강, 2016년 AFC U-16 챔피언십 4강 진출을 이끌었고 U-23 대표팀의 2013년 동아시아 경기 대회 금메달, 2014년 아시안 게임 은메달 획득에 기여했다.
이후 2018년 조선민주주의인민공화국 A대표팀의 감독으로 선임된 후 2019년 AFC 아시안컵 본선에 출전했으나 3전 전패·조 최하위(1득점·14실점)라는 조선민주주의인민공화국 축구 역사상 메이저 대회 본선에서의 최악의 성적으로 사실상 경질되었으며 2014년 아시안 게임에서 조선민주주의인민공화국의 은메달을 지휘한 윤정수 감독이 부임한 이후에는 북한 대표팀의 수석 코치로 자리를 옮겨 현재에 이르고 있다.

## 수상

### 선수
평양시체육단
- 자녀 1부 리그 : 우승 (2004, 2005, 2009)
- 포천보체육대회 : 준우승 (2010)
- 공화국선수권대회 : 우승 (2004)

### 지도자
북한 U-17
- AFC U-16 아시안컵 : 우승 (2014)

 북한 U-23
- 동아시아 경기 대회 : 금메달 (2013)
- 아시안 게임 : 은메달 (2014)